# 松山市消防局

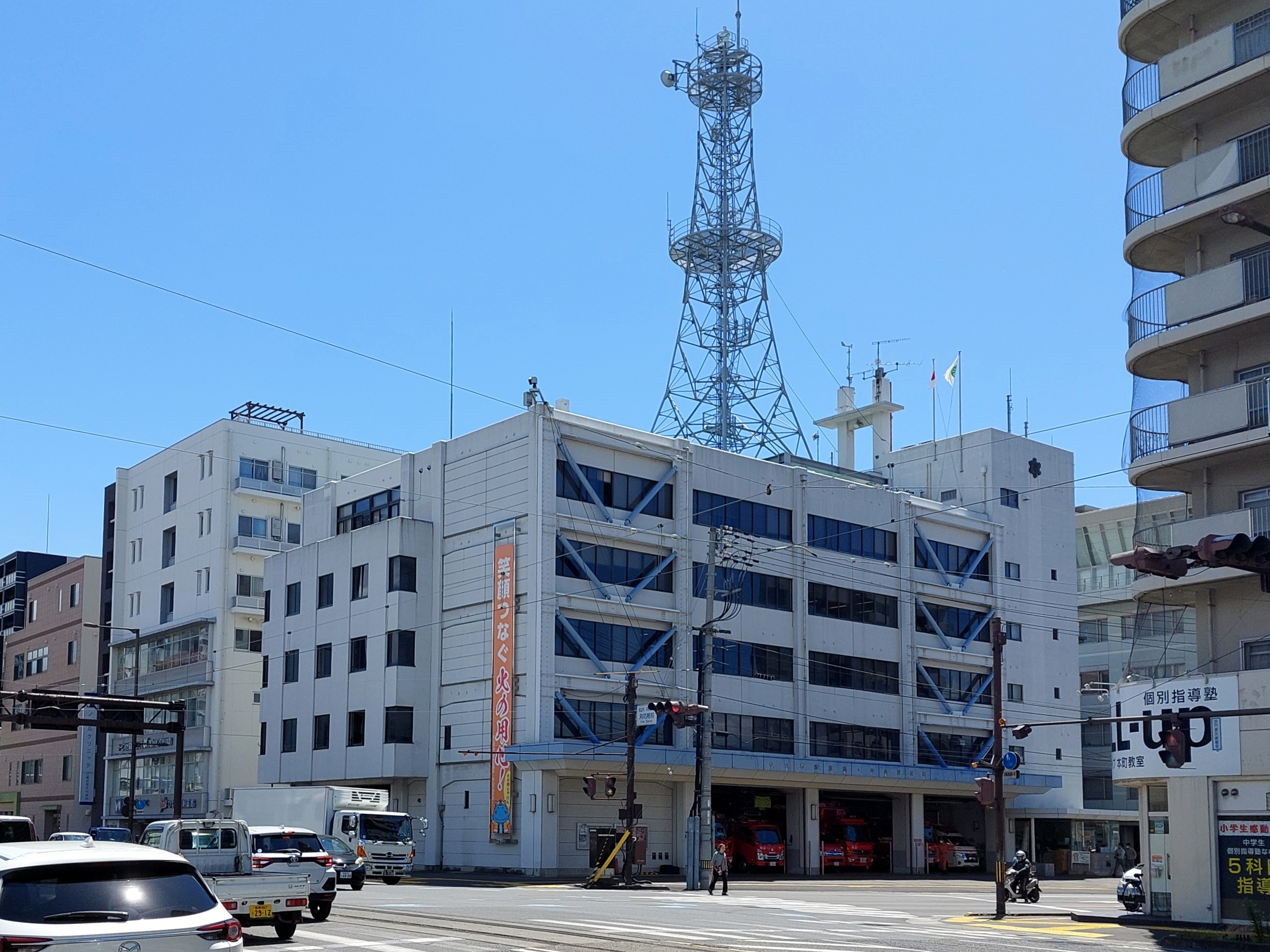
松山市消防局（本町）

松山市消防局（まつやまししょうぼうきょく）は、愛媛県松山市の消防部局（消防本部）。

## 主力機械
2017年4月1日現在（29年度消防年報より）
- 消防ポンプ自動車：10
- 水槽付消防ポンプ自動車：9
- 化学消防自動車：1
- はしご付消防自動車：4
- 救助工作車：4
  - 高度救助隊（スーパーレスキュー松山）のIII型：1台
  - 特別救助隊のII型：3台
- 救急車：18
  - 高規格救急車：13台
  - 予備救急車：3台
  - 救急自動車：1台
  - 人員搬送車：1
- 指揮車：4
- 特殊災害資機材搬送車：1
- 軽資機材搬送車：4
- 資機材搬送車：1
- 支援車：1
- 水槽車：6
- 人員輸送車：1
- 大型化学車：1
- 泡原液搬送車：1
- 大型高所放水車：1
- 小型動力ポンプ搭載車：4
- 起震車：1
- 消防艇：1
- その他：多数

緊急消防援助隊の車両として総務省消防庁が無償配備した車両
- 燃料補給車：1
- ホース延長車：1
- 遠距離送水用ポンプ車：1
- 拠点機能形成車：1
- 愛媛県隊指揮車：1

## 沿革
- 2005年1月1日 北条市及び温泉郡中島町の編入合併に伴い、北条市消防本部を松山市消防局に統合する。
- 2006年4月1日　東消防署に高度救助隊「スーパーレスキュー松山」を設置する。
- 2011年3月14日 東北地方太平洋沖地震に伴う東日本大震災に緊急消防援助隊を派遣した。
- 2014年8月21日　平成26年8月豪雨による広島市の土砂災害に対して消防庁の派遣要請を受けて、広島県広島市に緊急消防援助隊を派遣。

## 組織
- 本部：総務課、予防課、警防課、防災対策課、通信指令課
- 消防署

## 消防署
| 消防署     | 住所           | 支署                               | 出張所                  |
| ---------- | -------------- | ---------------------------------- | ----------------------- |
| 中央消防署 | 本町6-6-1      | 城北：馬木町408 北条：北条辻1170-6 | なし                    |
| 東消防署   | 道後湯之町18-4 | 城東：河原町7-19                   | 救急湯山：末町6-1       |
| 南消防署   | 北土居3-3-26   | 東部：平井町甲3280-7               | 救急久谷：東方町甲952-1 |
| 西消防署   | 三津3-4-23     | 西部：富久町277                    | なし                    |